# Kalenó
Kalenó (szlovákul: Kalinov, ukránul: Kalinyiv) község Szlovákiában, az Eperjesi kerület Mezőlaborci járásában.

## Fekvése
Mezőlaborctól 7 km-re északra, a lengyel határ mellett fekszik.

## Története
A község területe valószínűleg már a római korban is lakott volt. Erről tanúskodik az a 21 darab 3. századi érméből álló kincslelet, amit területén találtak.
A mai falu a 16. században a homonnai uradalom területén keletkezett. 1604-ben „Kalino” alakban említik először. 1684-ig tulajdonosa a terület ősi birtokosa, a Drugeth család volt. Kihalásuk után a Csákyak, majd a Szirmayak birtoka. 1715-ben malma, 8 lakatlan és 14 lakott háza volt. 1787-ben 43 házában 282 lakos élt.
A 18. század végén Vályi András így ír róla: „KALENO. Tót falu Zemplén Várm. földes Ura Szirmai Uraság, lakosai leg inkább ó hitűek, fekszik Grajnicza, és Vidrányhoz 1/2 órányira, hegyes határja két nyomásbéli, zabot, tatárkát, és krompélyt terem, erdeje vagyon, szőleje nints, széna nélkűl szűkölködik, piatza Sztropkón, és Varannón.”
1828-ban 50 háza volt 389 lakossal. Lakói erdei munkákkal, szénégetéssel, állattartással foglalkoztak.
Fényes Elek 1851-ben kiadott geográfiai szótárában így ír a faluról: „Kalenó, Zemplén v. orosz falu, Galliczia szélén: 389 g. kath., 9 zsidó lak., 408 h. szántófölddel. F. u. Szirmay. Ut. p. Komarnyik.”
Borovszky Samu monográfiasorozatának Zemplén vármegyét tárgyaló része szerint: „Kalenó, a gácsi határszélen fekvő ruthén kisközség, 105 házzal és 585 gör. kath. vallású lakossal. Postája és vasúti megállóhelye Vidrány, távírója pedig Mezőlaborcz. A homonnai uradalom egyik birtoka volt, melynek később a Szirmayak, majd a Szerdahelyiek voltak a földesurai, de most nagyobb birtokosa nincsen. Gör. kath. temploma 1800 körül épült.”
1920 előtt Zemplén vármegye Mezőlaborci járásához tartozott.
A falu a második világháborúban a felszabadító harcok során elpusztult, de újjáépítették. Lakói később részben Mezőlaborc és Homonna üzemeiben, részben pedig magángazdaságaikban dolgoztak.

## Népessége
| Év:            | 1994. | 2004.    | 2014.    | 2024.    |
| -------------- | ----- | -------- | -------- | -------- |
| Emberek száma: | 367   | 304      | 273      | 243      |
| Eltérés:       |       | -17,16 % | -10,19 % | -10,98 % |

| Év:            | 2023. | 2024. |
| -------------- | ----- | ----- |
| Emberek száma: | 243   | 243   |
| Eltérés:       |       | +0 %  |

1910-ben 579, túlnyomórészt ruszin lakosa volt.
2001-ben 312 lakosából 126 ruszin, 113 szlovák és 48 cigány volt.
2011-ben 292 lakosából 188 ruszin és 97 szlovák.

## Nevezetességei
Szűz Mária Mennybemenetele tiszteletére szentelt, görögkatolikus temploma a 18. században épült barokk-klasszicista stílusban.